# قاي كينت
قاي كينت (بالإنجليزية: Guy Kent)‏ هو ممثل أمريكي، ولد في 2 نوفمبر 1988 بلوس أنجلوس في الولايات المتحدة.

## وصلات خارجية
- قاي كينت على موقع IMDb (الإنجليزية)
- قاي كينت على موقع قاعدة بيانات الفيلم (الإنجليزية)